# Luz Marina Zuluaga
Luz Marina Zuluaga là một nữ hoàng sắc đẹp đến từ Colombia. Bà đăng quang Hoa hậu Hoàn vũ 1958 được tổ chức tại Nhà hát Thính phòng Long Beach ở Long Beach, California, Hoa Kỳ. Bà là người phụ nữ Colombia đầu tiên đăng quang danh hiệu Hoa hậu Hoàn vũ, đây cũng là lần đầu tiên Colombia cử đại diện tham dự cuộc thi Hoa hậu Hoàn vũ. Luz Marina Zuluaga là người phụ nữ Colombia duy nhất chiến thắng danh hiệu Hoa hậu Hoàn vũ cho tới khi Paulina Vega đăng quang Hoa hậu Hoàn vũ 2014